# Derian Hatcher
Derian Hatcher, född 4 juni 1972 i Sterling Heights, Michigan, är en amerikansk före detta professionell ishockeyspelare som spelade för Minnesota North Stars, Dallas Stars, Detroit Red Wings och Philadelphia Flyers i NHL från 1991 till 2008. 1999 vann han Stanley Cup med Dallas Stars som förste icke-kanadensiske lagkapten. Han är yngre bror till före detta NHL-spelaren Kevin Hatcher.

## NHL
Derian Hatcher valdes som 8:e spelare totalt i NHL-draften 1990 av Minnesota North Stars. Han debuterade i NHL säsongen 1991–1992 och gjorde 7 mål och 5 assist på 43 matcher. 1992–1993 gjorde Hatcher 4 mål och 15 assist på 67 matcher för North Stars.
1993–1994 flyttade North Stars till Dallas i Texas och hette från och med det Dallas Stars. Under sin tredje säsong i NHL gjorde Hatcher 12 mål och 19 assist för totalt 31 poäng på 83 matcher för Dallas Stars. Han samlade också på sig 211 utvisningsminuter. 1994 fick han också för första gången spela i Stanley Cup-slutspelet där Dallas förlorade i andra rundan mot Vancouver Canucks.
1994–1995 utsågs Hatcher till lagkapten för Dallas Stars, något som han kom att vara fram till och med sin sista säsong i laget, 2002–2003.
1997–1998 gick Dallas Stars till semifinal i Stanley Cup där man förlorade mot Detroit Red Wings med 4-2 i matcher. Säsongen efter, 1998–1999, fick Dallas revansch på Detroit då man slog ut dem i kvartsfinalen i Stanley Cup med 4-2 i matcher, med Derian Hatcher som defensiv general. I semifinalen vann Dallas mot Colorado Avalanche med 4-3 i matcher innan man vann Stanley Cup genom att slå Buffalo Sabres i finalen med 4-2 i matcher.
Säsongen 1999–2000 gick Hatchers Dallas åter till final i Stanley Cup efter att ha slagit ut Edmonton Oilers, San Jose Sharks och Colorado Avalanche. I en målsnål finalserie var dock New Jersey Devils för svåra och Dallas förlorade med 4-2 i matcher.
3 juli 2003 skrev Derian Hatcher på som free agent för Detroit Red Wings i sin hemstat Michigan. Han spelade endast 15 grundseriematcher och 12 slutspelsmatcher för Red Wings.
2 augusti 2005 skrev Hatcher på som free agent för Philadelphia Flyers. Han spelade i Philadelphia fram till och med säsongen 2007–2008 och lade därefter skridskorna på hyllan.

## Internationellt
Derian Hatcher har spelat för USA i flera internationella turneringar. Hans största framgång var då USA vann World Cup 1996 och han gjorde 3 mål och 2 assist på 6 matcher i turneringen.

## Spelstil
Derian Hatcher var en storvuxen, defensiv och fysiskt spelande back. Han var speciellt svår att spela mot under den så kallade "Dead Puck Era", från 1997 till 2004, då spelarna hade större friheter att hålla fast och haka varandra och på så vis sakta ner spelet.

## Statistik

### Klubbkarriär
| 1989–90    | North Bay Centennials | OHL        | 64   | 14 | 38  | 52  | 45   | 5   | 2 | 3  | 5  | 8   |
| 1990–91    | North Bay Centennials | OHL        | 64   | 13 | 50  | 63  | 163  | 10  | 2 | 10 | 12 | 28  |
| 1991–92    | Minnesota North Stars | NHL        | 43   | 7  | 5   | 12  | 88   | 5   | 0 | 2  | 2  | 8   |
| 1991–92    | Kalamazoo Wings       | IHL        | 2    | 1  | 2   | 3   | 21   | —   | — | —  | —  | —   |
| 1992–93    | Minnesota North Stars | NHL        | 67   | 4  | 15  | 19  | 178  | —   | — | —  | —  | —   |
| 1993–94    | Dallas Stars          | NHL        | 83   | 12 | 19  | 31  | 211  | 9   | 0 | 2  | 2  | 14  |
| 1994–95    | Dallas Stars          | NHL        | 43   | 5  | 11  | 16  | 105  | —   | — | —  | —  | —   |
| 1995–96    | Dallas Stars          | NHL        | 79   | 8  | 23  | 31  | 129  | —   | — | —  | —  | —   |
| 1996–97    | Dallas Stars          | NHL        | 63   | 3  | 19  | 22  | 97   | 7   | 0 | 2  | 2  | 20  |
| 1997–98    | Dallas Stars          | NHL        | 70   | 6  | 25  | 31  | 132  | 17  | 3 | 3  | 6  | 39  |
| 1998–99    | Dallas Stars          | NHL        | 80   | 9  | 21  | 30  | 102  | 18  | 1 | 6  | 7  | 24  |
| 1999–00    | Dallas Stars          | NHL        | 57   | 2  | 22  | 24  | 68   | 23  | 1 | 3  | 4  | 29  |
| 2000–01    | Dallas Stars          | NHL        | 80   | 2  | 21  | 23  | 77   | 10  | 0 | 1  | 1  | 16  |
| 2001–02    | Dallas Stars          | NHL        | 80   | 4  | 21  | 25  | 87   | —   | — | —  | —  | —   |
| 2002–03    | Dallas Stars          | NHL        | 82   | 8  | 22  | 30  | 106  | 11  | 1 | 2  | 3  | 33  |
| 2003–04    | Detroit Red Wings     | NHL        | 15   | 0  | 4   | 4   | 8    | 12  | 0 | 1  | 1  | 15  |
| 2004–05    | Motor City Mechanics  | UHL        | 24   | 5  | 12  | 17  | 27   | —   | — | —  | —  | —   |
| 2005–06    | Philadelphia Flyers   | NHL        | 77   | 4  | 13  | 17  | 93   | 6   | 0 | 2  | 2  | 10  |
| 2006–07    | Philadelphia Flyers   | NHL        | 82   | 3  | 6   | 9   | 67   | —   | — | —  | —  | —   |
| 2007–08    | Philadelphia Flyers   | NHL        | 44   | 2  | 5   | 7   | 33   | 15  | 1 | 2  | 3  | 40  |
| NHL totalt | NHL totalt            | NHL totalt | 1045 | 80 | 251 | 331 | 1581 | 133 | 7 | 26 | 33 | 248 |
| OHL totalt | OHL totalt            | OHL totalt | 128  | 27 | 88  | 115 | 208  | 15  | 4 | 13 | 17 | 36  |

### Internationellt
| År            | Lag           | Turnering     |    | Matcher | Mål | Assist | Poäng | Utv |
| ------------- | ------------- | ------------- | -- | ------- | --- | ------ | ----- | --- |
| 1993          | USA           | VM            | 6  | 1       | 2   | 3      | 8     |     |
| 1996          | USA           | WC            | 6  | 3       | 2   | 5      | 10    |     |
| 1998          | USA           | OS            | 4  | 0       | 0   | 0      | 0     |     |
| 2002          | USA           | VM            | 7  | 0       | 1   | 1      | 0     |     |
| 2006          | USA           | OS            | 6  | 0       | 0   | 0      | 12    |     |
| Senior totalt | Senior totalt | Senior totalt | 29 | 4       | 5   | 9      | 30    |     |